# Effusionskühlung
Effusionskühlung beschreibt eine Kühltechnik, welche in der Luftfahrtindustrie verwendet wird, um die Brennkammer und die Turbinenschaufeln direkt hinter der Brennkammer zu kühlen.
Diese Kühltechnik wird bei hohen Temperaturen von etwa 1800 K benutzt. Die Kühlung erfolgt hierbei durch ein Kühlgas, das durch eine poröse Wand strömt und sich dabei aufheizt. Das in die Brennkammer einströmende Gas wird von dem Heißgas in die Austrittsrichtung der Brennkammer umgeleitet, wobei sich ein Kühlfilm zwischen Brennkammerwand und Heißgas ausbildet. Der Kühlfilm adsorbiert Wärme und transportiert diese in Strömungsrichtung ab.
Als Wandoberfläche kann ein poröses Material verwendet werden, welches jedoch anfällig für das Verlegen durch Schmutzteilchen ist. Möglich ist auch eine gelochte Platte. Diese Metallbauteile werden aus Hochtemperaturlegierungen hergestellt.